# (4253) Märker
(4253) Märker es un asteroide perteneciente al cinturón de asteroides, descubierto el 11 de octubre de 1985 por Carolyn Shoemaker desde el Observatorio del Monte Palomar, Estados Unidos.

## Designación y nombre
Designado provisionalmente como 1985 TN3. Fue nombrado Märker en homenaje al alemán “Wolfgang Marker”, propietario y director de la fábrica de cementos Marker en Hamburgo, situado en el borde del cráter de impacto de Ries.